# Rozella
Rozella es un género de hongos unicelulares que parasitan otros hongos, algas y oomicetos. Considerado uno de los primeros linajes divergentes de hongos, el género generalizado contiene 22 especies. Rozella fue circunscrito por el micólogo francés Marie Maxime Cornu en 1872.

## Descripción
Las especies de Rozella crecen dentro de sus huéspedes. Al principio, el talo no tiene paredes y es indistinguible del huésped. A medida que continúa el crecimiento, el talo formará un zoosporangio utilizando la pared del huésped o una espora en reposo de pared gruesa que puede ser lisa o espinosa. Desde su concepción, ha habido dos morfologías divergentes dentro del género. Las especies monosporangiadas forman un único zoosporangio dentro del huésped. Las especies de polisporangios forman múltiples zoosporangios que están separados por tabiques. Si bien algunos pueden mantenerse en cultivo dual con el huésped, la mayoría no se han cultivado, pero se han detectado mediante técnicas moleculares, en muestras de suelo, en ecosistemas marinos y de agua dulce. Se han observado zoosporas, junto con quistes, y las células de algunas especies están unidas a diatomeas.

## Especies
- Rozella achlyae
- Rozella allomycetes
- Rozella allomycis[6]
- Rozella apodyae-brachynematis
- Rozella blastocladiae
- Rozella canterae
- Rozella chytriomycetis
- Rozella cladochytrii
- Rozella cuculus
- Rozella diplophlyctidis
- Rozella endochytrii
- Rozella irregularis
- Rozella longicollis
- Rozella longisporangia
- Rozella marina
- Rozella monoblepharidis-polymorphae
- Rozella parva
- Rozella polyphagi
- Rozella pseudomorpha
- Rozella rhipidii-spinosi
- Rozella rhizophlycti
- Rozella rhizophydii